# Mary (Gedankenexperiment)
Marys Zimmer ist ein philosophisches Gedankenexperiment, das
Frank Cameron Jackson 1982 in seinem Artikel Epiphenomenal Qualia vorgestellt und 1986 in seiner Abhandlung What Mary Didn’t Know erweitert hat.
Das Argument, das durch dieses Gedankenexperiment untermauert werden soll, wird häufig als das Wissensargument gegen den Physikalismus bezeichnet, also gegen die Ansicht, dass alles Existente, auch Geistiges, rein physisch ist.

## Das Gedankenexperiment
Das Gedankenexperiment wurde von Frank Jackson ursprünglich wie folgt
formuliert:
| “Mary is a brilliant scientist who is, for whatever reason, forced to investigate the world from a black and white room via a black and white television monitor. She specializes in the neurophysiology of vision and acquires, let us suppose, all the physical information there is to obtain about what goes on when we see ripe tomatoes, or the sky, and use terms like ‘red’, ‘blue’, and so on. She discovers, for example, just which wavelength combinations from the sky stimulate the retina, and exactly how this produces via the central nervous system the contraction of the vocal chords and expulsion of air from the lungs that results in the uttering of the sentence ‘The sky is blue’. […] What will happen when Mary is released from her black and white room or is given a color television monitor? Will she learn anything or not?” |  | „Mary ist eine brillante Wissenschaftlerin, die, aus welchen Gründen auch immer, gezwungen ist, die Welt von einem schwarzweißen Raum aus mithilfe eines schwarzweißen Fernsehmonitors zu untersuchen. Sie spezialisiert sich auf die Neurophysiologie des Sehens und eignet sich, wie wir annehmen wollen, alle physikalischen Informationen an, die verfügbar sind, über das, was passiert, wenn wir reife Tomaten oder den Himmel sehen und Begriffe wie ‚rot‘ ‚blau‘ usw. benutzen. Sie entdeckt zum Beispiel, welche vom Himmel ausgehenden Wellenlängen-Kombinationen genau die Netzhaut stimulieren und wie genau dies mithilfe des zentralen Nervensystems ein Zusammenziehen der Stimmbänder und Ausstoßen von Luft aus der Lunge hervorruft, das zur Äußerung des Satzes ‚Der Himmel ist blau‘ führt. […] Was wird passieren, wenn Mary aus ihrem schwarzweißen Raum gelassen wird oder wenn man ihr einen Farbfernseher gibt? Wird sie etwas lernen oder nicht?“ (Lit.: Jackson 1982, S. 130) |

Mit anderen Worten, stellen wir uns eine Wissenschaftlerin vor, die alles weiß, was es in der Wissenschaft der Farbwahrnehmung zu wissen gibt, die aber nie Farben erlebt hat. Die interessante Frage, die Jackson aufwirft, lautet: Lernt diese Wissenschaftlerin etwas Neues über eine Tatsache, wenn sie zum ersten Mal eine Farbwahrnehmung außerhalb ihres Schwarz-weiß-Gefängnisses hat?

## Jacksons Mary Argument

### Originalargument
Aus dem obigen Gedankenexperiment lässt sich folgendes Argument rekonstruieren.
1. Mary besitzt alle physikalischen Informationen bezüglich der menschlichen Farbwahrnehmung vor ihrer Freilassung.
2. Es gibt Informationen bezüglich der menschlichen Farbwahrnehmung, welche Mary nicht besitzt.
3. Nicht alle Informationen bezüglich der menschlichen Farbwahrnehmung sind physikalisch.

Dieses Argument birgt jedoch eine Ambiguität bezüglich „physikalischer Informationen“, da sich dies auf eine epistemologische Lesart oder eine ontologische Lesart beziehen kann. Im epistemologischen Sinn sind damit explizite physikalische Informationen (materielle Informationen) gemeint, also jene Informationen die entsprechend der Physik auf die Realität Bezug nehmen. Im ontologischen Sinn bezieht sich „physikalische Informationen“ auf physische Entitäten, welche auch Eigenschaften mit einbeziehen. Aufgrund dieser Ambiguität folgt das schwache Argument und das starke Argument entsprechend der beiden Lesarten.

#### Schwaches Argument
1. Mary besitzt vollständiges physikalisches Wissen bezüglich der menschlichen Farbwahrnehmung vor ihrer Freilassung.
2. Es gibt Wissen bezüglich menschlicher Farbwahrnehmung, welches Mary nicht besitzt.
3. Es gibt Wissen bezüglich menschlicher Farbwahrnehmung, welches nicht physikalischer Natur ist.

Die Konklusion des schwachen Arguments stellt eine epistemologische Behauptung auf, welche mit der Existenz nicht-physischer Tatsachen vereinbar ist. Diese muss nicht zwingend vom Physikalismus abgelehnt werden. Das Mary unvollständiges Wissen bezüglich menschlicher Farbwahrnehmung hat, bedeutet nicht, dass es eine bestimmte Tatsache der Farbwahrnehmung gibt, von der sie keine Kenntnis hat. Lediglich, dass sie neues Wissen über eine ihr bereits bekannte Tatsache erwirbt.

#### Starkes Argument
1. Mary besitzt alle physischen Informationen bezüglich menschlicher Farbwahrnehmung vor ihrer Freilassung.
2. Es gibt Informationen bezüglich menschlicher Farbwahrnehmung, welche Mary nicht besitzt.
3. Es gibt nicht-physische Informationen bezüglich der menschlichen Farbwahrnehmung.

Die Konklusion des starken Arguments stellt eine ontologische Behauptung auf, welche der Physikalismus ablehnen muss.

## Folgerungen
Sollte Mary eine neue Tatsache lernen, wenn sie ihre erste Farbwahrnehmung hat, so hat dies zwei wichtige Folgerungen: die Existenz von phänomenalen (geistig erlebten), qualitativen Eigenschaften, Aspekten oder Bewusstseinsgehalten, die man nur erleben kann, sogenannte Qualia. Da Qualia so eng mit geistigem Erleben zusammenhängen und nach Jackson gerade nicht auf physikalische Erklärungen reduzierbar sind, wäre dies außerdem ein Argument für die Existenz von Mentalem (genauer für Wissen von mentalen Tatsachen) und damit ein Argument gegen den Physikalismus.

### Qualia
Erstens existieren, falls Mary nach einem Farberlebnis eine neue Tatsache lernt, Qualia (die subjektiven, qualitativen Eigenschaften von Erlebnissen). Wenn wir das Gedankenexperiment für gültig halten, so glauben wir, dass Mary etwas gewinnt – dass sie Wissen über eine bestimmte Tatsache erwirbt, das sie vorher nicht besaß. Dieses Wissen, so argumentiert Jackson, ist Wissen von den Qualia des Rotsehens. Deswegen müsste anerkannt werden, dass Qualia reale Eigenschaften sind, da es einen Unterschied zwischen einer Person gibt, die Zugang zu bestimmten Qualia hat, und einer, die nicht über diesen Zugang verfügt.

### Das Wissensargument
Zweitens ist, falls Mary nach einem Farberlebnis eine neue Tatsache lernt, der Physikalismus falsch. Insbesondere ist das Wissensargument ein Angriff auf die Behauptung der Physikalisten, dass eine physikalische Erklärung von mentalen Zuständen vollständig sei. Mary mag alles über die Farbwahrnehmung wissen, was die Wissenschaft darüber wissen kann, aber weiß sie, wie es ist, die Farbe Rot zu sehen, wenn sie nie diese Farbe gesehen hat? Jackson behauptet, dass sie durch Erleben etwas Neues lernt, und somit, dass der Physikalismus falsch ist.
| “It seems just obvious that she will learn something about the world and our visual experience of it. But then is it inescapable that her previous knowledge was incomplete. But she had all the physical information. Ergo there is more to have than that, and Physicalism is false.” |  | „Es scheint offensichtlich zu sein, dass sie etwas Neues über die Welt und unser visuelles Erleben dieser lernen wird. Aber dann ist es unausweichlich, dass ihr vorheriges Wissen unvollständig war. Aber sie besaß alle physikalischen Informationen. Somit gibt es mehr, als nur diese zu besitzen, und der Physikalismus ist falsch.“ (Lit.: Jackson 1982, S. 130) |

Es ist aber wichtig zu bemerken, dass in Jacksons Artikel Physikalismus die erkenntnistheoretische Doktrin bezeichnet, nach der alles Wissen Wissen über physikalische Fakten ist, und nicht die metaphysische Doktrin, nach der alle Dinge physikalische Dinge sind.

## Reaktionen

### Frank Jackson
Frank Jackson selbst unterstützte anfangs die antiphysikalistischen Folgerungen des Gedankenexperiments von Marys Zimmer. Jackson glaubte an die vollständige Erklärungskraft der Physiologie, daran, dass all unser Verhalten von irgendwelchen physikalischen Kräften verursacht ist. Das Gedankenexperiment scheint dagegen die Existenz von Qualia, nicht-physikalischen geistigen Entitäten, zu zeigen. Wenn also, so argumentierte Jackson, dies beides wahr ist, so ist der Epiphänomenalismus wahr, das heißt, mentale Zustände werden durch physikalische Zustände verursacht, diese haben aber umgekehrt keinen kausalen Einfluss auf die physikalische Welt. (Lit.: Jackson 1982 & 1986)
Als er das Gedankenexperiment entwarf, war Jackson also Epiphänomenalist. Später lehnte er den Epiphänomenalismus dagegen ab. (Lit.: Jackson 2003) Dies liegt, wie er erörtert, daran, dass Mary „Wow“ sagt, wenn sie das erste Mal Rot sieht, weswegen es Marys Qualia sein müsse, die sie „Wow“ sagen lässt. Dies widerspricht dem Epiphänomenalismus. Da das Gedankenexperiment von Marys Zimmer diesen Widerspruch hervorruft, müsse etwas an ihm falsch sein. Dieser Standpunkt wird häufig als „‚there must be a reply‘ reply“ („‚es muss eine Erwiderung geben‘-Erwiderung“) bezeichnet.
Am Ende von Mind and Illusion (2003) schlägt Jackson vor, dass nur unter falschen Annahmen bezüglich Sinneswahrnehmungen folgt, dass Mary neues Wissen erwirbt. Mit der korrekten Theorie, nämlich einer repräsentationalistischen, folge dies nicht. Nur wenn Repräsentationalismus angenommen wird, kann außerdem die überzeugendste Reaktion auf das Beispiel entwickelt werden: die u. a. von Nemirow und D. Lewis vorgeschlagene, dass Mary eine neue Fähigkeit (ability) erwirbt. Damit lässt sich der Physikalismus aufrechterhalten.

### Daniel Dennett
Der Philosoph Daniel Dennett bezeichnet das Gedankenexperiment von Mary als eine „intuition pump“, als ein Gedankenexperiment, das einfach zu verstehen und intuitiv eingänglich ist und uns dazu ermutigt, seine Voraussetzungen allzu leichtfertig misszuverstehen und einfach unserer Intuition zu verfallen, dass der Ausgang des Gedankenexperiments „offensichtlich“ der ist, dass Mary etwas Neues lernen wird bei ihrem ersten Farbexperiment. In seiner Monographie „Consciousness explained“ schreibt Dennett hierzu:
| „The crucial premise is that ‚She has all the physical information.‘ That is not readily imaginable, so no one bothers. They just imagine that she knows lots and lots — perhaps they imagine that she knows everything that anyone knows today about the neurophysiology of color vision. But that's just a drop in the bucket, and it's not surprising that Mary would learn something if that were all she knew.“ |  | „Die ausschlaggebende Prämisse ist, dass ‚sie alle physikalischen Informationen hat‘. Das lässt sich nicht leicht vorstellen, weswegen niemand sich die Mühe macht. Sie stellen sich einfach vor, dass sie sehr viel weiß – vielleicht stellen sie sich vor, dass sie alles weiß, was heute überhaupt irgendjemand über die Neurophysiologie des Farbsehens weiß. Aber das ist nur ein Tropfen auf den heißen Stein und es ist nicht überraschend, dass Mary etwas Neues lernen würde, wenn das alles wäre, was sie wüßte.“ (Lit.: Dennett 1991, S. 399) |

Wir dürfen also, so Dennett, von unserem heutigen Wissen und aus unserer Not bei der Schließung der Erklärungslücke nicht abschätzig auf das Wissen von Mary schließen. Wir können uns im Moment nicht vorstellen, wie ein solches Wissen aussieht, aber wenn wir Mary wirklich zubilligen, alles zu wissen, was verfügbar sein kann an physikalischem Wissen, so dürfen wir uns dabei jemanden, der absolut alles besitzt, was es gibt, nicht als jemanden vorstellen, der einfach „nur“ verdammt reich ist. Dennett tritt entschieden dagegen ein, dass es „offensichtlich“ sei, dass Mary bei ihrer ersten Farbwahrnehmung etwas Neues lernt; dies würde einem von der Art suggeriert, wie das Gedankenexperiment in der Regel präsentiert werde. Er schlägt dem Betrachter stattdessen vor, sich vorzustellen, wie Mary nach ihrer Freilassung eine gelbe und eine blaue Banane präsentiert wird, um sie damit zu testen, und dass sie diesen Test mit Bravour besteht. Dabei ist weniger wichtig, wie sie dies im Detail tut, sondern nur, dass sie es tut. Dieser alternative Ausgang des Experiments, so Dennett, würde zwar nicht beweisen, dass Mary nichts Neues lernt, aber dass der üblich nahegelegte Ausgang des Experiments nicht notwendig zeigen würde, dass sie etwas Neues lernen müsse. Für Dennett ist Jacksons Gedankenexperiment daher ein
| „classic provoker of Philosophers' Syndrome: mistaking a failure of imagination for insight into necessity.“ |  | „klassischer Auslöser des Philosophensyndroms: ein Versagen der Vorstellungskraft mit einer Einsicht in Notwendigkeit zu verwechseln.“ (Lit.: Dennett 1991, S. 401) |

Diese Position wurde von Dennett auch in „What RoboMary Knows“ (Lit.: Dennett 2003) dargestellt.
Die Debatte, die durch dieses Gedankenexperiment ausgelöst wurde, war zuletzt Inhalt einer Sammlung von Essays – There's Something About Mary (2004) – mit Erwiderungen führender Philosophen, wie Daniel Dennett, David Lewis, und Paul Churchland. Des Weiteren findet sich das Gedankenexperiment in dem Film Ex Machina wieder. Hier stellt Caleb das Gedankenexperiment dem Androiden Ava vor. Es wird damit indirekt in einen Zusammenhang mit künstlicher Intelligenz gestellt und fügt eine weitere Komponente hinzu: Können Maschinen jemals Farben erleben, wenn ihnen nur alles gesammelte Wissen dazu einprogrammiert wird? Wird der Mensch einer K.I. immer überlegen sein, wenn dies nicht der Fall ist?

### Vollständiges physisches Wissen ohne Kenntnis aller physischen Tatsachen
Entsprechend der Prämisse, dass Mary alle physischen Informationen bezüglich der menschlichen Farbwahrnehmung kennt, erscheint es leicht darauf zu schließen, dass Mary somit auch alle physischen Tatsachen bezüglich der menschlichen Farbwahrnehmung kennt.
Einige Philosophen widersprechen diesem Schluss. Gilbert Harman, ein Vertreter des Funktionalismus, argumentiert, dass Mary nicht alle funktionalen Tatsachen bezüglich der menschlichen Farbwahrnehmung kennt, da es ihr an der Vorstellung fehlt, was es bedeutet Farben zu sehen (was es bedeutet, dass ein Objekt rot, blau, grün etc. ist).
Andere Philosophen machen eine Unterscheidung zwischen metaphysischem Physikalismus und linguistischem Physikalismus. Während der metaphysische Physikalismus die ontologische Behauptung aufstellt, dass es keine nicht-physischen Tatsachen gibt, besagt der linguistische Physikalismus, dass alles Physische in einer physischen Sprache ausgedrückt werden kann. Ein Philosoph, der diese Unterscheidung macht, ist Owen Flanagan, welcher in diesem Zusammenhang behauptet, dass Jacksons Gedankenexperiment zwar den linguistischen Physikalismus widerlegen könnte, jedoch keineswegs den metaphysischen Physikalismus.

### Fähigkeitshypothese
Der Fähigkeitshypothese zufolge, lernt Mary nach ihrer Freilassung kein neues propositionales Wissen (kein faktisches Wissen, Tatsachenwissen, Wissen-dass), sondern lediglich neue Fähigkeiten. Beispielsweise die Fähigkeit Farben zu erkennen oder die Fähigkeit "rot" von "nicht-rot" zu unterscheiden. Demnach handelt es sich bei dem Wissen, welches Mary erlernt nicht um Wissen-dass, sondern um Wissen-wie (z. B. Wissen darüber, wie es sich anfühlt "rot" zu sehen). Wissen-wie benötigt jedoch zwingend eine Fähigkeit (z. B. "rot" von "nicht-rot unterscheiden zu können), weshalb man nicht davon sprechen kann, dass Mary neues propositionales Wissen lernt, sondern lediglich neue Fähigkeiten. Mittels dieser Fähigkeiten kann letztlich Wissen-wie erworben werden.
Entsprechend der Aussage, dass Mary in diesem Fall kein neues propositionales Wissen lernt, wäre Jacksons Argument kein Argument gegen den Physikalismus mehr.
Laurence Nemirow behauptet, dass zu wissen, wie sich eine Erfahrung anfühlt, gleichbedeutend damit ist, zu wissen, wie man sich vorstellt, die Erfahrung zu haben. Nach Nemirow sind somit Fähigkeiten der Vorstellung notwendig, um Wissen-wie zu erlangen.
Earl Conee und Torin Alter widersprechen Nemirows Behauptung, dass Fähigkeiten der Vorstellung notwendig sind um Wissen-wie zu erlangen. Hierfür nennen sie ein Beispiel, indem eine Person die Farben sehen kann, wenn sie sie sieht, allerdings nicht die Fähigkeit besitzt sich die Erfahrung der Farbwahrnehmung vorzustellen, wenn sie die Farben nicht sieht. Sie argumentieren, dass die Person, während sie etwas ansieht, was ihr rot erscheint, Wissen darüber hat, wie es ist Rot zu sehen, obwohl die Fähigkeit sich die Erfahrung vorzustellen nicht vorhanden ist.
Conees Beispiel ist zwar wirksam gegen eine Fähigkeitshypothese nach Nemirows Definition, jedoch kann es auch Definitionen der Fähigkeitshypothese geben, welche nicht auf der Vorstellungskraft als Fähigkeit beruhen. Eine solche Definition gibt Brie Gertler.

### Vertrautheitshypothese
Earl Conee behauptet, dass es eine weitere Art des Wissens gibt, welche nicht auf propositionales Wissen oder Wissen-wie zurückzuführen ist. Dieses Wissen bezeichnet er als Vertrautheitswissen. Um Vertrautheitswissen zu erlangen, muss man in einem starken Sinn mit der Entität, auf die sich das Wissen bezieht, vertraut sein. Conee zufolge ist es Vertrautheitswissen, welches Mary nach ihrer Freilassung erwirbt. Da sie alle physischen Informationen bezüglich der menschlichen Farbwahrnehmung kennt, ist sie damit in einem starken Sinn vertraut. Demnach kann sich der Physikalismus wie folgt gegen Jacksons Argument behaupten:
(1) Qualia sind physische Eigenschaften von Erfahrungen.
(2) Sei Q eine solche Eigenschaft aus (1).
(3) Mary weiß alles über Q.
(4) Mary weiß, unter welchen Voraussetzungen Menschen normalerweise eine Erfahrung haben mit der Eigenschaft Q.
(5) Mary ist nicht vor ihrer Freilassung nicht mit Q vertraut.

(6) Nach ihrer Freilassung wird Mary mit Q vertraut, erlangt aber kein neues propositionales Wissen dadurch.
In diesem Fall weiß Mary alles über Q, sowie welche Erfahrung normalerweise die Eigenschaft Q hat. Sie wird erst nach ihrer Freilassung mit Q vertraut, wodurch sie dann Vertrautheitswissen erwirbt.
Eine neuere und verbesserte Version der Vertrautheitshypothese wird von Michael Tye verteidigt.

### Neues Wissen/Alte Tatsachen Ansicht (New Knowledge/Old Fact View)
Vertreter der Fähigkeitshypothese, sowie der Vertrautheitshypothese sind beide der Ansicht, dass Mary neues Wissen erwirbt. Jedoch unterscheiden sie sich darin, ob dieses Wissen auf propositionales Wissen reduzierbar ist oder ob Erfahrungen entsprechend eine Voraussetzung dafür sind. Eine weitere Ansicht ist die so genannte Neues Wissen/Alte Tatsachen Ansicht, welche die Meinung Vertritt, dass Mary überhaupt nichts neues lernt. Ihr Grundargument ist wie folgt:
(1) Phänomenaler Charakter (z. B. phänomenale Röte) ist eine physische Eigenschaft von Erfahrungen.
(2) Um Wissen darüber zu erlangen, wie es ist, eine Erfahrung mit einem bestimmten phänomenalen Charakter zu haben, ist der phänomenale Begriff eines phänomenalen Charakters erforderlich.
(3) Was es bedeutet den phänomenalen Begriff zu erwerben und zu besitzen, lässt sich vollständig in physischen Begriffen beschreiben.
(4) Man kann nur dann über den phänomenalen Begriff verfügen, wenn man Erfahrungen der relevanten phänomenalen Art gemacht hat.

(5) Nach der Freilassung erwirbt Mary Wissen über einen phänomenalen Charakter unter dem entsprechenden phänomenalen Begriff.
Tatsachen, welche dieses Wissen wahr machen, sind physische Tatsachen, die Mary bereits vor ihrer Freilassung kannte. Mary erlangt somit kein neues Wissen über neue Tatsachen, sondern einen neuen Zugang zu einer bereits bekannten Tatsache.
Die Grundidee dieser Ansicht beruht darauf, dass es verschiedene Möglichkeiten gibt eine Tatsache auszudrücken oder zu beschreiben. Mary kennt alle physischen Tatsachen bezüglich der menschlichen Farbwahrnehmung. Damit weiß sie alles, was es über die menschliche Farbwahrnehmung unter dem physischen Begriff der Farbwahrnehmung zu wissen gibt. Nach ihrer Freilassung erwirbt sie einen neuen Zugang, einen phänomenalen Zugang über den phänomenalen Begriff der Farbwahrnehmung, auf eine bereits bekannte physische Tatsache. Dadurch hat Mary lediglich eine neue Möglichkeit erlernt, eine bereits bekannte Tatsache auszudrücken oder zu beschreiben.
Ob diese Ansicht Jacksons Argument als Einwand gegen den Physikalismus aufhebt, hängt jedoch von der Definition von phänomenalem Charakter, phänomenalem Begriff und der Relation zwischen beidem ab. Jedoch ist es Möglich diese Definitionen so zu wählen, dass Jacksons Argument mit dem Physikalismus vereinbar ist.